# Sinnspruch

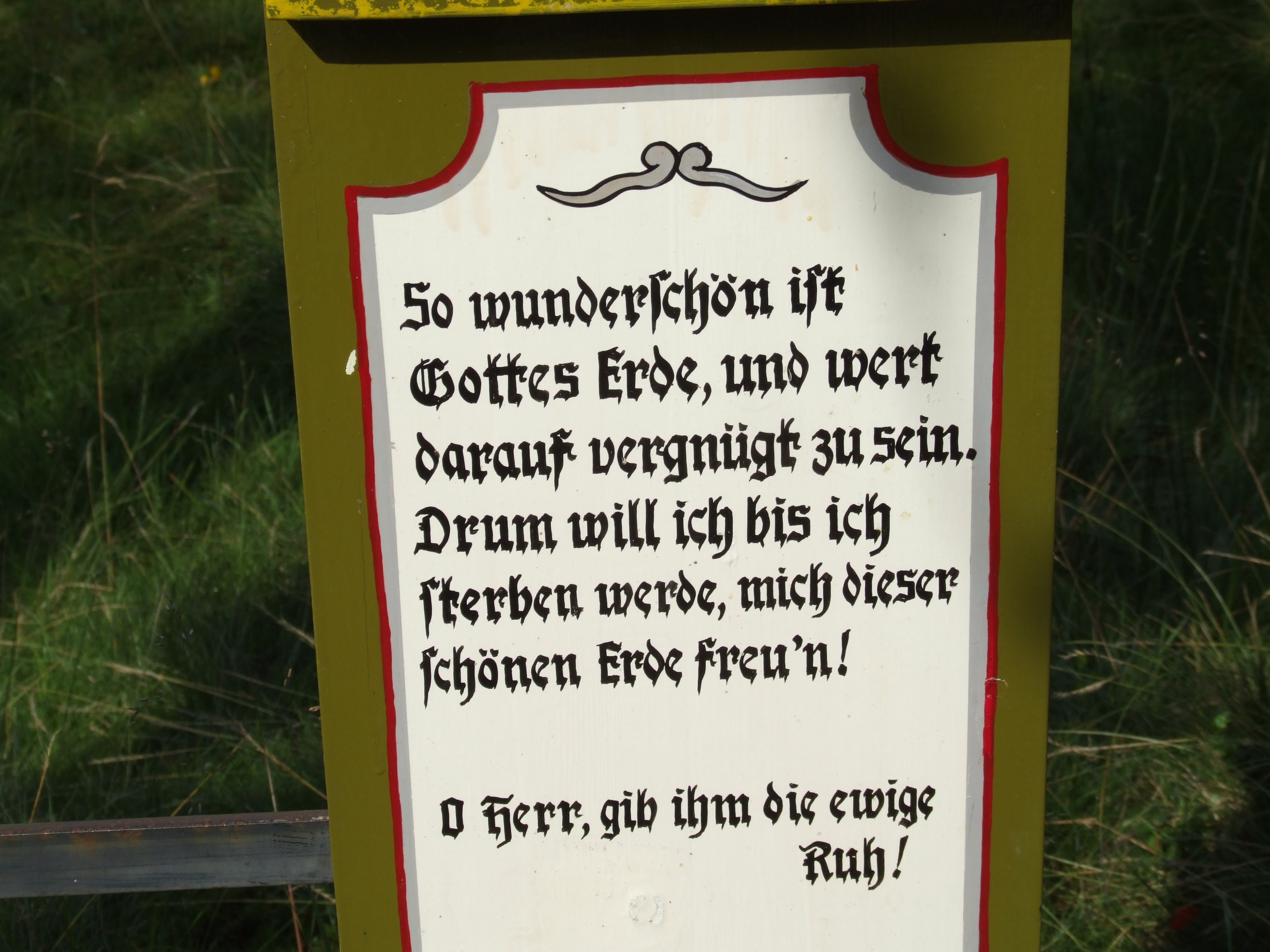
Lebensbejahender Sinnspruch auf einem Totenbrett am Weg zwischen Brennes und Mooshütte, Nähe Großer Arber, Bayerischer Wald

Als Sinnspruch bezeichnet man eine eingängige Formulierung, die sich auf den Sinn des Lebens, den Lebensweg und seine Stationen (z. B. Hochzeit) wie das rechte Verhalten im Leben bezieht, Lebenserfahrungen tradiert oder Ratschläge für die Lebenspraxis gibt, einen Segen (z. B. Haussegen) formuliert oder eine Erinnerung wachhält (z. B. Totengedenken). Sinnsprüche gehören als Spruchweisheiten der volkstümlichen Überlieferung an und werden der Bibel oder populären Dichtungen entnommen (Geflügeltes Wort). Sie spielen in der Literatur wie in der Alltagskultur eine große Rolle. Analoge Begriffe, wenn auch anders definiert, sind Aperçu, Aphorismus, Bonmot, Maxime sowie Sentenz.

## Alltagskultur
In der Alltagskultur sind Sprüche allgegenwärtig. Sie wurden als Wandschmuck im Wirtshaus und im Haus (Haussegen, Wandsprüche, Sinnsprüche für den Lebensweg oder Lebensregeln), als Zierrat auf Hausrat (Sammeltassen, Gläser, Keramik, Zinngeschirr), Wäsche (Kissenbezug, Überhandtuch) und Bänder (z. B. Vivatbänder) sowie als Totengedenken verwendet und sind noch heute Bestandteil von Abreißkalendern. Weit verbreitet waren Sprüche auch in der Schule (auf Fleißbildchen) und im kirchlichen Leben (auf Einlegebildchen in Gesangbuch oder Katechismus). „Die massenhafte Produktion von Sinnsprüchen entstand parallel zu einem allgemeinen sprunghaften Anwachsen des Wandschmucks in den Jahren vor und nach 1850, bedingt durch Verbesserungen von Drucktechniken im Rahmen der fortschreitenden Industrialisierung.“ (Glauben Daheim, S. 54) Aus dieser reichen Spruchkultur heraus entwickelten sich die Spruchkarten im Postkartenformat, die gesammelt wurden und auch als Wandschmuck Verwendung fanden.

## Hinrichtungen
Oft fanden sich auf Werkzeugen zur Hinrichtung, insbesondere Richtschwerter oder Richtbeile, entsprechende Sinnsprüche für das Leben nach dem Tod.

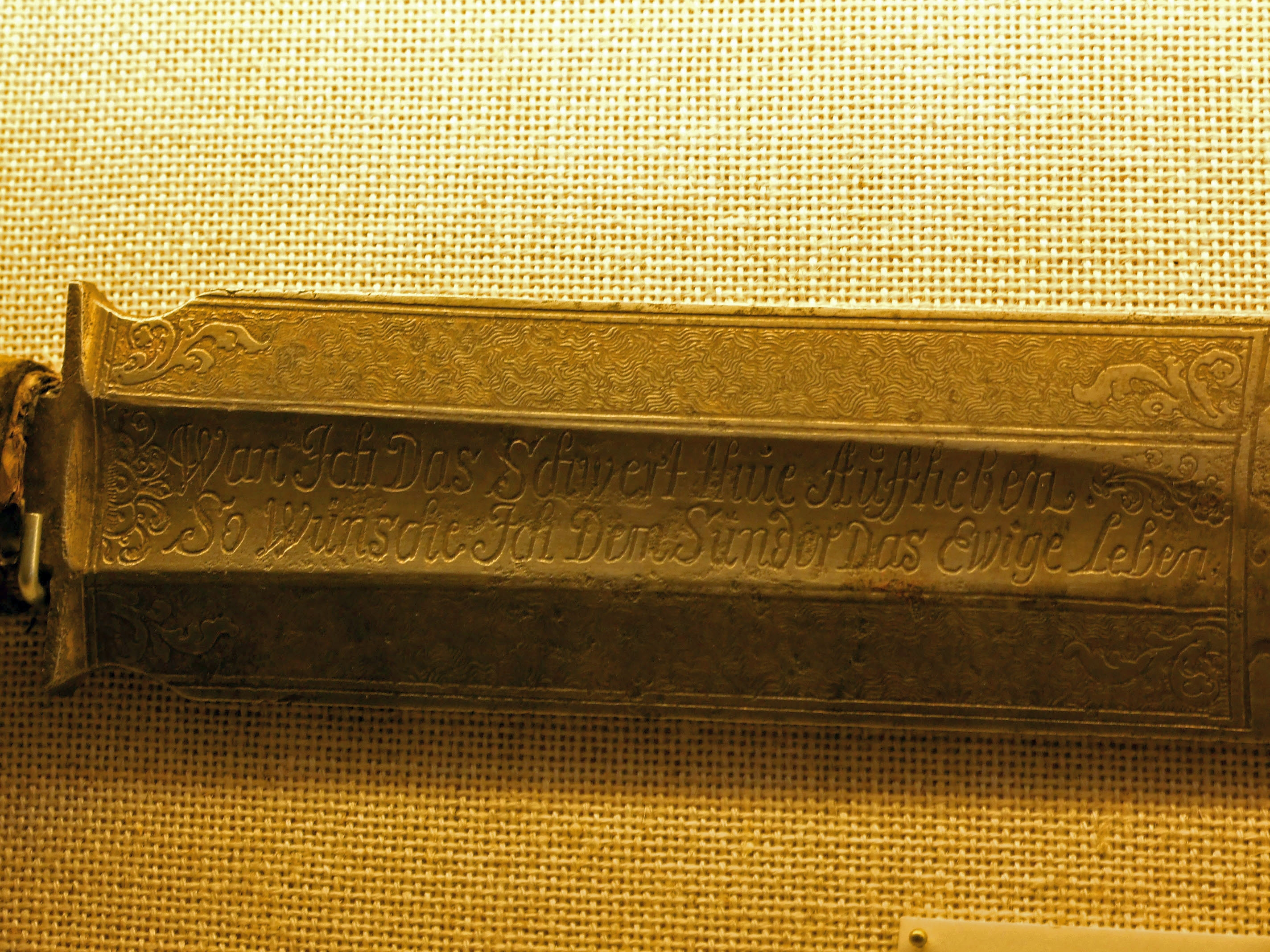
Richtschwert des Frankfurter Scharfrichters (1484–1537): „Wan Ich Das Schwert thue Auffheben - So Wünsche Ich Dem Sünder Das Ewige Leben“
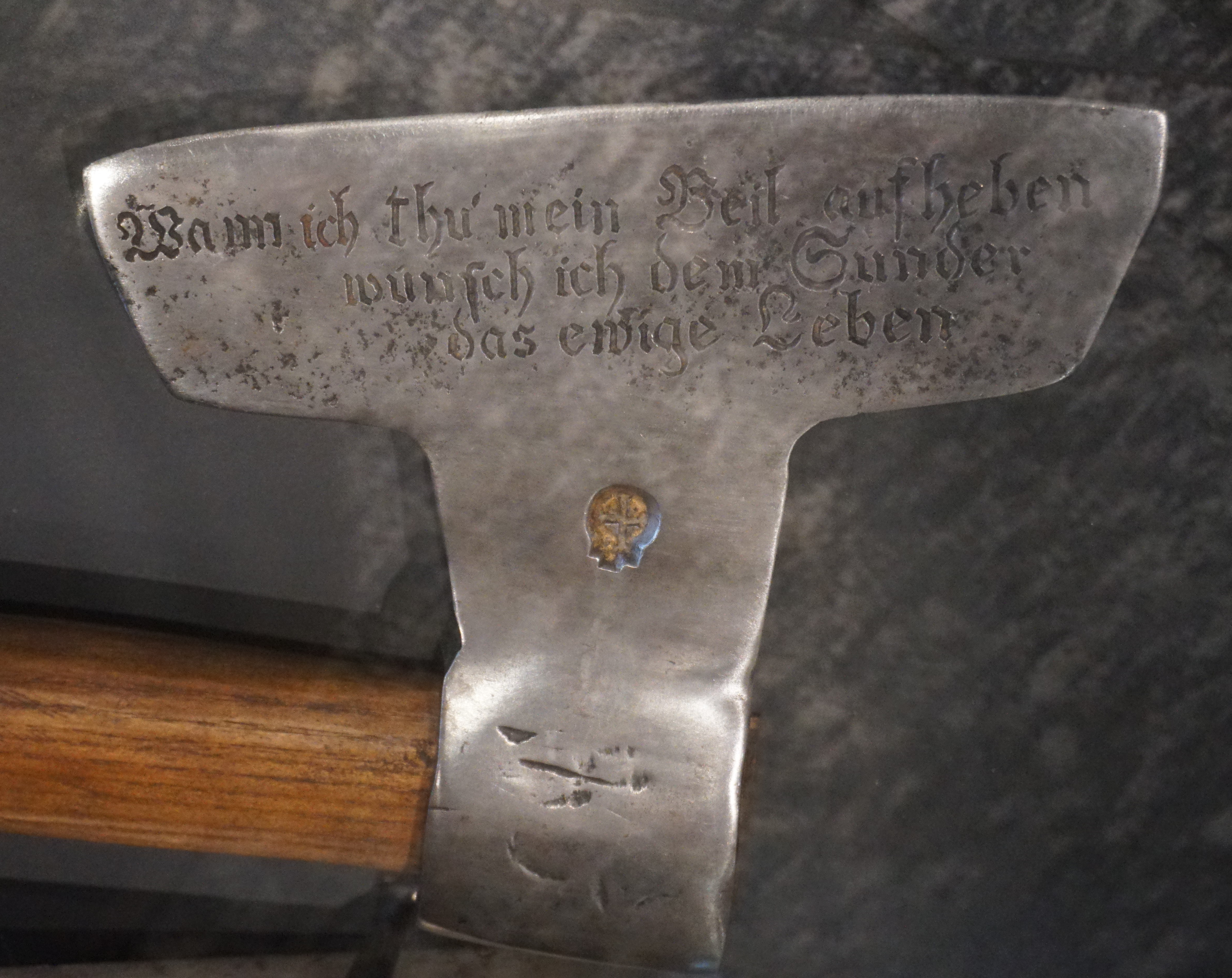
Richtbeil aus dem 17. oder 18. Jahrhundert mit Inschrift: „Wann ich thu` mein Beil aufheben wünsch ich dem Sünder das ewige Leben“

## Literarischer Begriff
Der Sinnspruch im literarischen Bereich, meist der Bibel oder bekannten Autoren entnommen, wird als geflügeltes Wort bezeichnet. Das Sinngedicht gehört zu einer speziellen, sehr kurzgefassten Literaturgattung, die vor allem im 17. und 18. Jahrhundert von deutschen Dichtern gepflegt wurde.
Meister dieses Genres der sog. Epigramme waren unter anderem Friedrich Logau, Friedrich von Hagedorn, Gotthold Ephraim Lessing und Abraham Gotthelf Kästner. Sie behandelten verschiedenste Gedanken in ganz knapper, geistvoll zugespitzter Fassung.
Lessing definierte diese kurz-kompakten Werke als Gedichte, in denen „nach Art der eigentlichen Aufschrift unsre Aufmerksamkeit und Neugierde auf irgend einen einzelnen Gegenstand erregt und mehr oder weniger hingehalten werden, um sie mit Eins zu befriedigen“. Hier scheint die Erklärung fast länger zu sein als viele der Sinngedichte.
Zwei bekannte Sinnsprüche sind:
- Was du nicht willst, dass man dir tu – das füg auch keinem andern zu (die Goldene Regel, in Verse gefasst)
- Genieße dein Leben ständig – du bist länger tot als lebendig!  (Autor unbekannt)

In mehr humorvoller Weise betätigten sich manche späteren Dichter wie z. B. Wilhelm Busch oder Eugen Roth. Auch in Abkürzungen können Sinnsprüche verborgen sein – siehe beispielsweise die Interpretationen von A.E.I.O.U.